# Syllitus leoensis
Syllitus leoensis es una especie de insecto coleóptero de la familia Cerambycidae. Estos longicornios son endémicos de la isla de Timor.
S. leoensis mide unos 9 mm, estando activos los adultos en noviembre y diciembre.